# Zande
Gli zande o azande (al singolare, rispettivamente, sandé o asandé), soprannominati dispregiativamente gnam gnam (in francese: niam-niam), sono un popolo dell'Africa centrale, che ammonta a circa 3,5 - 4 milioni di individui.

La maggior parte della popolazione vive nella parte settentrionale della Repubblica del Congo, nel Sudan occidentale, nel Sudan del Sud e nella Repubblica Centrafricana. Gli asandé congolesi vivono nella provincia dell'alto Zaire e gli asandé sudanesi vivono nello Uele. 
Parlano una lingua della famiglia linguistica del Niger-Congo, e in particolare del ramo Adamawa-Ubang; sono per la maggior parte degli animisti.

## Storia
La storia degli zande risale ad un periodo di conquista, iniziato probabilmente intorno alla prima metà del XVIII secolo. Essi erano guidati da due differenti dinastie le quali, pur se simili nella loro organizzazione interna, erano tuttavia completamente diverse sia per origine che per strategia politica.
La prima di queste dinastie, il clan Vungara, era originaria di quella che è attualmente la regione del Rafaï, nella parte meridionale della Repubblica Centrafricana, e nel corso del tempo instaurò una campagna di conquista delle popolazioni vicine che incorporarono non solo politicamente ma anche culturalmente. La loro espansione territoriale si arrestò solo con l'avvento delle potenze coloniali nella regione. 
In questo stesso periodo una popolazione non originaria di questa regione, i bandia, iniziarono la loro espansione partendo da sud-ovest di Bangassou nel nord dello Zaire e si espansero prima a est e poi a nord. La loro fase espansionistica si arrestò solo intorno al 1855 e ad essa seguì una fase di consolidamento. Nonostante restassero una popolazione straniera, i bandia assimilarono la lingua e gli usi dei loro stessi sudditi.
Sia i Vungara che i bandia sembra non avessero particolari vantaggi a livello di tecnologia, ma riuscirono ad imporsi nella regione grazie alla loro superiorità militare.
Un contributo importante alla storia dell'identità del popolo Zande sembra provenire dalla loro costante lotta con il vicino popolo Mangbetu, che viveva a sud del fiume Uele, e che gli zande non riuscirono mai a conquistare.
A partire dalla seconda metà del XVIII secolo si segnalano i primi contatti con le popolazioni arabe, con le quali ci furono diversi conflitti, ma l'influenza questi ultimi fu davvero irrilevante, tranne per il fatto che il contatto con gli zande permise loro di trafficare con le armi da fuoco sconosciute in quella regione.
I primi viaggiatori europei giunsero nella regione intorno al 1860 e verso la fine del XIX secolo la popolazione zande finì sotto ben tre diversi domini coloniali, belga, francese ed anglo-egiziano. I confini di queste colonie vennero poi ereditati dai successivi stati nazionali.

## Religione
Gli asandé tendono ad attribuire l'esistenza di un'anima, mbisimo, sia agli esseri animati che a quelli inanimati e nutrono la credenza che gli stregoni dopo la morte si trasformino in spiriti maligni agirisa             che al contrario degli spiriti benigni atoro danno prova di un odio velenoso nei confronti dell'umanità. Essi tormentano coloro che viaggiano nella savana e provocano stati passeggeri di sdoppiamento della personalità. Dimorano in caverne sotterranee come lo spirito supremo, chiamato Mbori, alla cui essenza partecipano anche gli spettri.
Nella regione di lingua nzakara, dove la parola Mbori non esiste, il termine Zagi, che più gli si avvicina, sta ad indicare non solo l'essere supremo ma anche l'universo esterno in generale.
La presenza delle missioni cristiane ha notevolmente influenzato la visione animistica degli asandé, creando una dicotomia tra l'essere supremo Mbori, identificato con il Dio cristiano e gli spettri, un tempo entità benevole, sempre più identificate con il male.
Tuttavia nemmeno il cristianesimo e le sue missioni hanno potuto sradicare la forte credenza nel potere e nella pratica della stregoneria tra gli asandé. La stregoneria, chiamata mangu, è una vera e propria istituzione e assume forme diverse se viene praticata dagli uomini o dalle donne.
Lo stregone, sia uomo che donna, invia la sua anima della stregoneria (mbisimo mangu), che si dice sia visibile di notte, per portar via la parte psichica degli organi della vittima, la sua 'mbisimo pasio' ovvero l'anima della carne. La pratica della stregoneria è considerata tra gli zande responsabile anche di altre disgrazie, tuttavia, sebbene i suoi modi restino misteriosi e oggetto di cupo rispetto, essa non viene considerata affatto una pratica sovrannaturale, ma appartenente al mondo ordinario delle cose. Per questo motivo uno stregone non può rendere efficaci i suoi incantesimi sulle lunghe distanze e gli umili non possono colpire i nobili con la magia.
Per quanto riguarda la pratica religiosa del culto degli antenati, tra gli zande esso non richiede una particolare casta sacerdotale.

## Usi e costumi
Tra gli zande il matrimonio viene contratto tramite il pagamento di una dote per la sposa. Sebbene sia concesso a un uomo di avere più mogli, quasi nessuno degli uomini zande può permettersi di avere più di una sposa. Per questo motivo re e nobili sono gli unici a poter avere più di una sposa, la gran parte delle quali di origini umili, e per questo vige l'usanza da parte di un sovrano di regalare una moglie ad un suo vassallo in segno di riconoscenza.

## Hanno scritto
(R. Biasutti, Razze e popoli della Terra, vol. 3, pag. 377, Utet 1967)
(Ernesta Cerulli, Nel paese dei Bantu, pagg. 153-154, Utet 1961)